# Schneekoenig
Schneekoenig ist eine Schweizer Nu-Jazz-Band, die von Bugge Wesseltoft und St. Germain beeinflusst wurde. Die annähernd zehn Jahre alte Jazz-Combo wird von Keyboarder Jürg Schneebeli geführt. Sie ist bekannt durch die Zusammenarbeit mit führenden Schweizer und internationalen  Jazzmusikern, unter anderen mit dem Trompeter Peter Schärli der auf dem Album „Double Identity“ (2004) mitspielt, oder mit Ray Anderson, auf dem Album relaunch (2010). Die Besetzung der Band bestand zu diesem Zeitpunkt aus Juerg Schneebeli (Keyboards, cybertools), Felix Straumann (Saxophon), Yves Michel (Gitarre), Thomas Blaettler (Bass) und Roger Schmidt (Schlagzeug). Schneekoenig hat bis heute fünf Alben veröffentlicht.

## Diskografische Hinweise
- 2016 – Schneekoenig Feat. Ray Anderson – Impossible (Unit)
- 2010 – Schneekoenig Feat. Ray Anderson – relaunch (Turicaphone)[1]
- 2003 – Schneekoenig Feat. Peter Schärli – Double Identity (R & P)[2][3]
- 2001 – Schneekoenig – Stop and Go (tsb-records)
- 1997 – Schneekoenig – Schneekoenig